# 农业展览馆站
农业展览馆站是一个位于中国北京市朝阳区三里屯街道与麦子店街道交界东三环北路、东直门外大街交叉口，属于北京地铁10号线的地铁车站。因临近全国农业展览馆而得名。车站于2008年7月19日开始运营。

## 位置
车站位于朝阳区全国农业展览馆西门，东三环与东直门外大街交汇处。

## 车站设计

### 车站楼层
| 地面层          | 出入口                 | 出入口                         |
| 地下一层 站厅层 | 站厅                   | 安全检查、客服中心、进出站闸机 |
| 地下二层 站台层 |                        | █ 10号线外环（亮马桥）         |
| 地下二层 站台层 | 岛式站台，左側開门     |                                |
| 地下二层 站台层 | █ 10号线内环（团结湖） |                                |

### 站厅

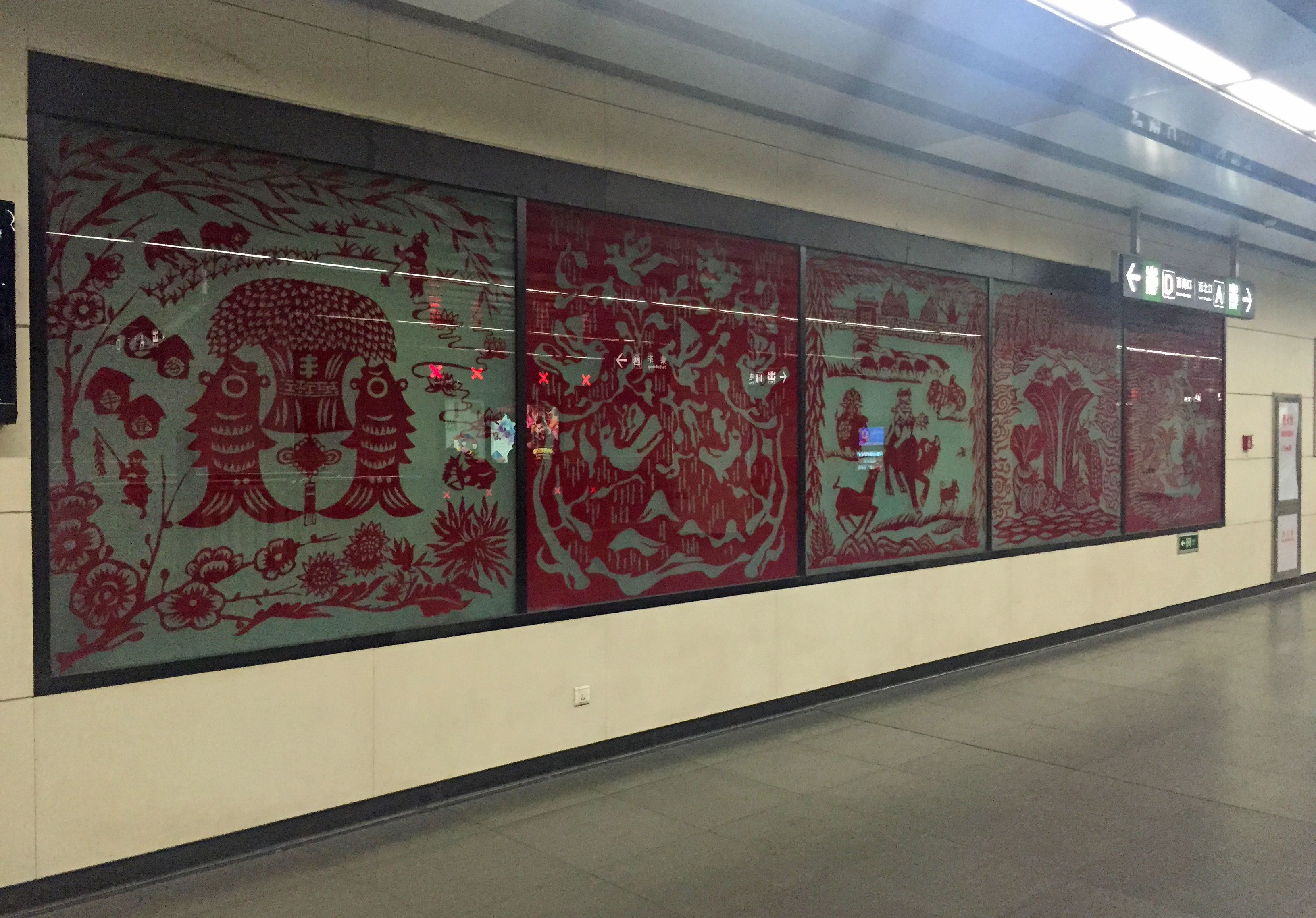
站厅内的剪纸艺术墙

农业展览馆站的站厅位于地下一层，西面装饰有张树贤所作，展现农耕、捕鱼等农民生活场景的剪纸。

### 站台
农业展览馆站设有1个岛式站台，位于东三环北路东侧地底。全部站台均设有屏蔽门。月台南端设有一条存车线。

站台全景图（2018年1月摄）

## 出入口
农业展览馆站设有2个出入口，所有出入口均位于三环路东侧。
|                           |            |                                    |      |            |
| 編號                      | 指示       | 建議前往的目的地                   | 照片 | 无障碍设施 |
| 出口 · A                  | 东三环北路 | 东三环北路、农业展览馆、农展馆北路 |      | 不適用     |
| 出口 · D · 1 · 升降机标志 | 东三环北路 | 东三环北路、农业展览馆             |      |            |
| 註： 設有                 |            |                                    |      |            |